# Yann Couvreur
Yann Couvreur, né le 20 juin 1983 à Paris, est un chef pâtissier français.
Formé dans des restaurants et hôtels de luxe, il ouvre sa propre pâtisserie en 2016.

## Biographie
Né à Paris, Yann Couvreur grandit dans les Yvelines. Il commence en pâtisserie lors d’un stage. Il étudie ensuite à la Tecomah, à Jouy-en-Josas, et obtient un Brevet d'études professionnelles de cuisinier et un Certificat d'aptitude professionnelle de pâtisserie,.

### Débuts dans l'hôtellerie
Il débute au Trianon Palace à Versailles, comme commis de cuisine au restaurant Les Trois Marches de Gérard Vié,. Il travaille ensuite pendant deux ans au Carré des Feuillants à Paris, puis devient sous-chef à l’hôtel Park Hyatt Paris-Vendôme. En 2010, il devient chef pâtissier à l’Eden Rock de Saint-Barthélémy.
De retour en France métropolitaine, il intègre le Lancaster, puis, fin 2011, le Burgundy,. Début 2013, il passe au Prince de Galles lors de sa réouverture. Chef de brigade, il confectionne les viennoiseries pour les petits déjeuners de l’hôtel, ainsi que les amuse-bouches sucrés et desserts du restaurant gastronomique La Scène,.
En 2015, alors qu'il travaille au restaurant La Scène, dirigé par Stéphanie Le Quellec, il participe à l'émission Top Chef en tant que membre du jury. Un an plus tard, il participe à la saison 1 du Meilleur Pâtissier, spécial célébrités, en tant que membre du jury et chef invité[réf. souhaitée].

### Pâtissier
En mai 2016, Yann Couvreur ouvre sa première pâtisserie dans le 10e arrondissement de Paris. Cet établissement se situe là où il vécut à ses débuts.
Parmi les produits proposés, on compte la merveille au praliné, un kouign-amann au blé noir[source insuffisante] ou un millefeuille à la vanille de Madagascar.
Les millefeuilles sont dressés devant les clients, et servis en édition limitée à 50 unités. D’autres desserts « à la minute », surnommés « fugues pâtissières », sont également proposés.
En 2016, il réalise les pâtisseries d'un repas servi à bord de l'Orient Express avec Yannick Alléno. Il publie également des interviews et des recettes dans plusieurs journaux.
Le 30 juin 2017, il ouvre sa 2e pâtisserie dans le Marais à Paris.
En octobre 2017, il publie un livre aux éditions Solar, La pâtisserie de Yann Couvreur, préfacé par Pierre Hermé.

## Ouvrages
- Yann Couvreur (préf. Pierre Hermé, photogr. Laurent Fau), La pâtisserie de Yann Couvreur, Paris, Éditions Solar, 19 octobre 2017, 224 p. (ISBN 2263152377, EAN 978-2263152375).